# Кедров, Денис Васильевич
Дени́с Васи́льевич Ке́дров (1837 — 28 января (9 февраля) 1885, Санкт-Петербург) — российский медик.
Окончил Императорскую медико-хирургическую академию (1860), затем прошёл ординатуру в Санкт-Петербургской больнице для чернорабочих под руководством Ю. К. Траппа. В 1863 году защитил диссертацию «Гидроферные ванны и их значение в терапии» (опубликована), получив степень доктора медицины: исследование Кедрова было посвящено новаторскому на тот момент методу введения лекарственных средств через неповреждённый кожный покров.
С 1868 г. работал врачом в военном Константиновском училище, с 1884 г. старший врач. Статский советник (1877).
Опубликовал пособие для офицеров «Военная гигиена (наука о сохранении здоровья) и первая помощь больным и раненым в отсутствии врача» (1870, с иллюстрациями) и обзор «Опыт санитарной статистики военно-учебных заведений за десятилетие 1866—1875 гг.» (1880), печатался в различных российских медицинских журналах.